# Rue Maublanc
La rue Maublanc est une rue du 15e arrondissement de Paris.

## Situation et accès
La rue Maublanc commence rue Blomet et aboutit rue de Vaugirard.
Elle traverse la rue Bausset.
La rue Carcel commence rue Maublanc.

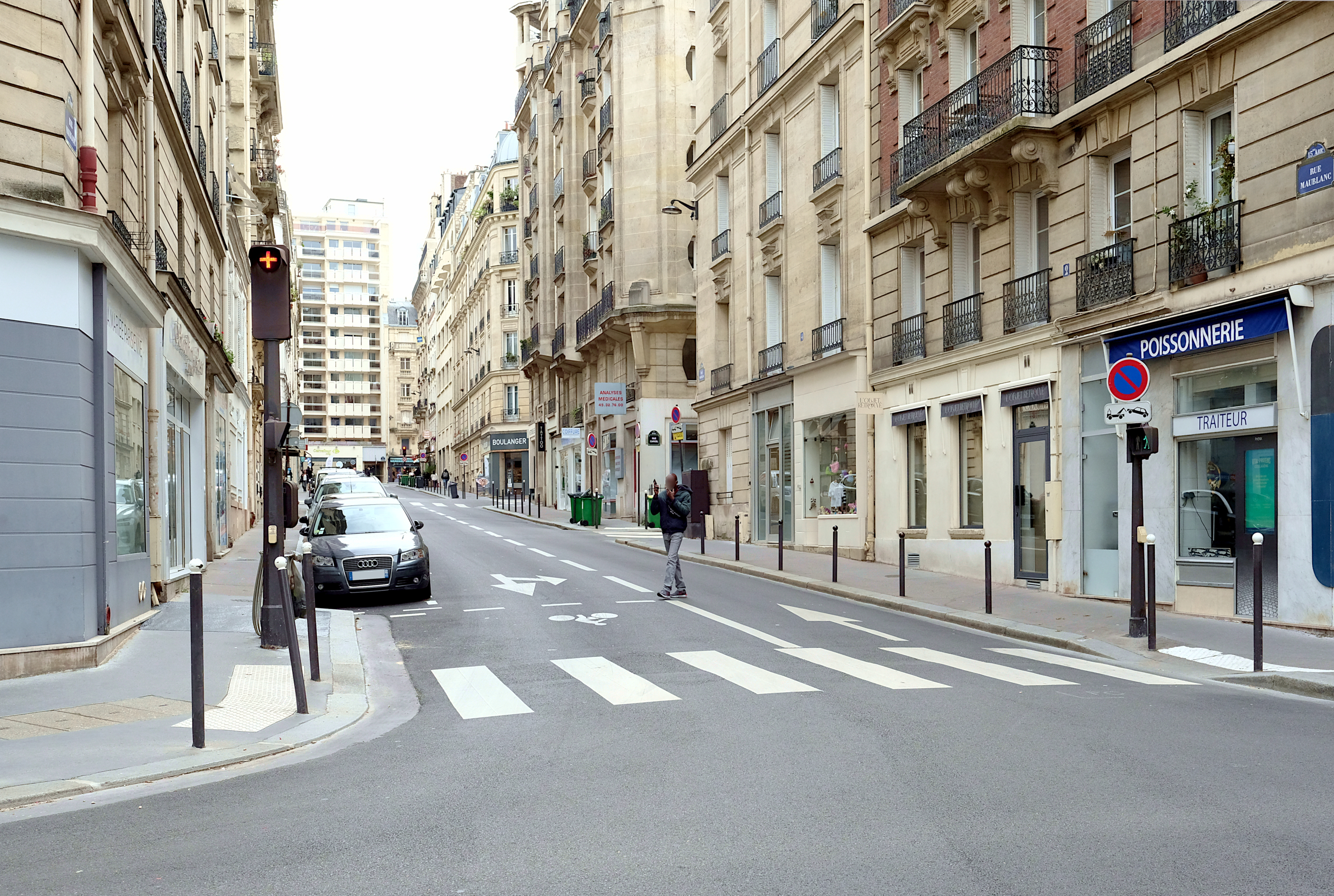
La rue vue depuis la rue Blomet.
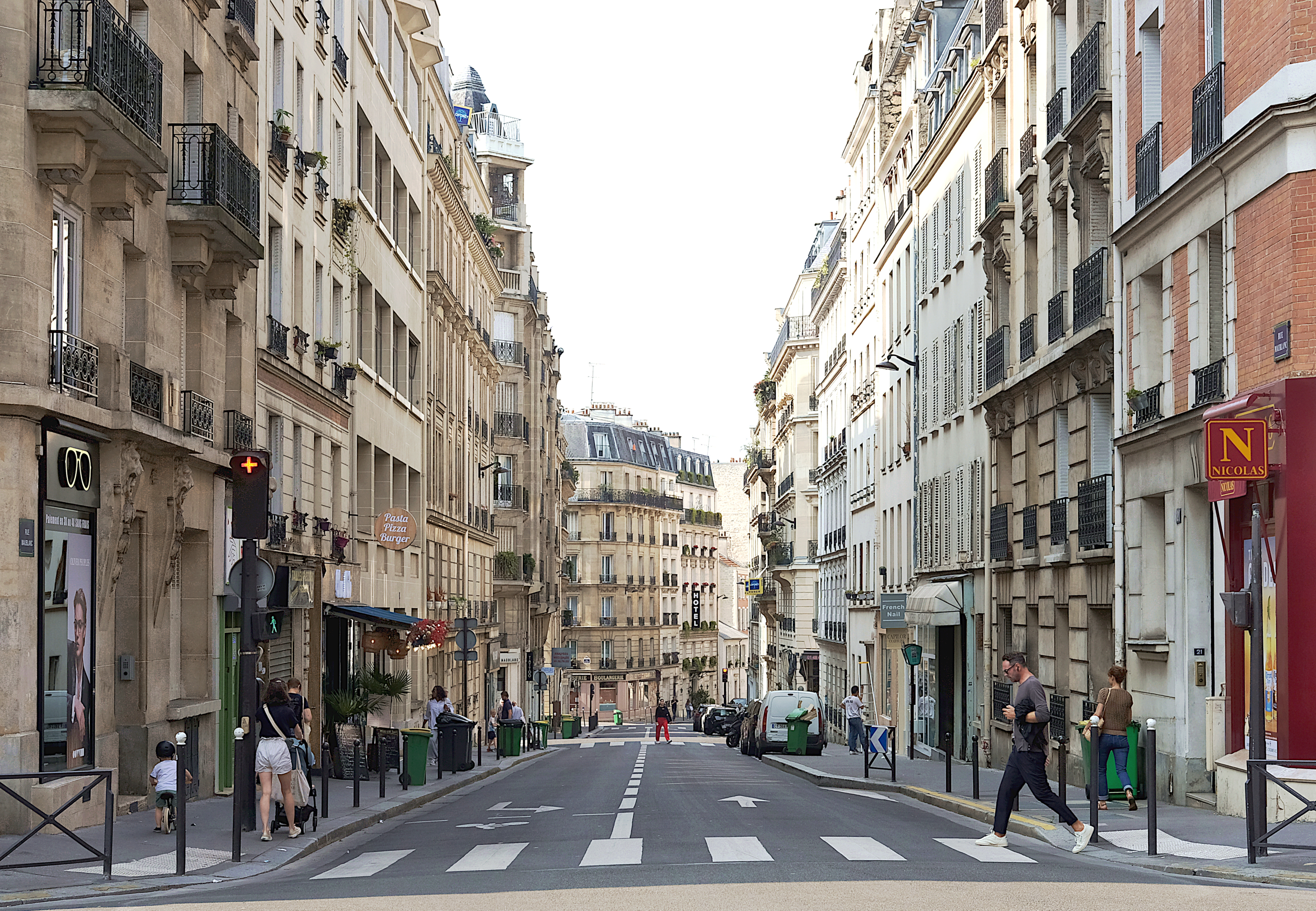
La rue vue depuis la rue de Vaugirard.

Elle est accessible par la station de métro Vaugirard, sur la ligne 12.

## Origine du nom
La rue tire son nom de celui du  propriétaire, monsieur Maublanc, qui était maire de Vaugirard.

## Historique
Cette voie de l'ancienne commune de Vaugirard a été ouverte en 1843 sur les terrains de la maison de campagne du collège de Lisieux, qui avaient été achetés par monsieur Maublanc. Elle a été rattachée à la voirie de Paris en 1863.

## Bâtiments remarquables et lieux de mémoire
- No 5 : « maison à loyer » (Hippolyte René Prigniau architecte)[1].

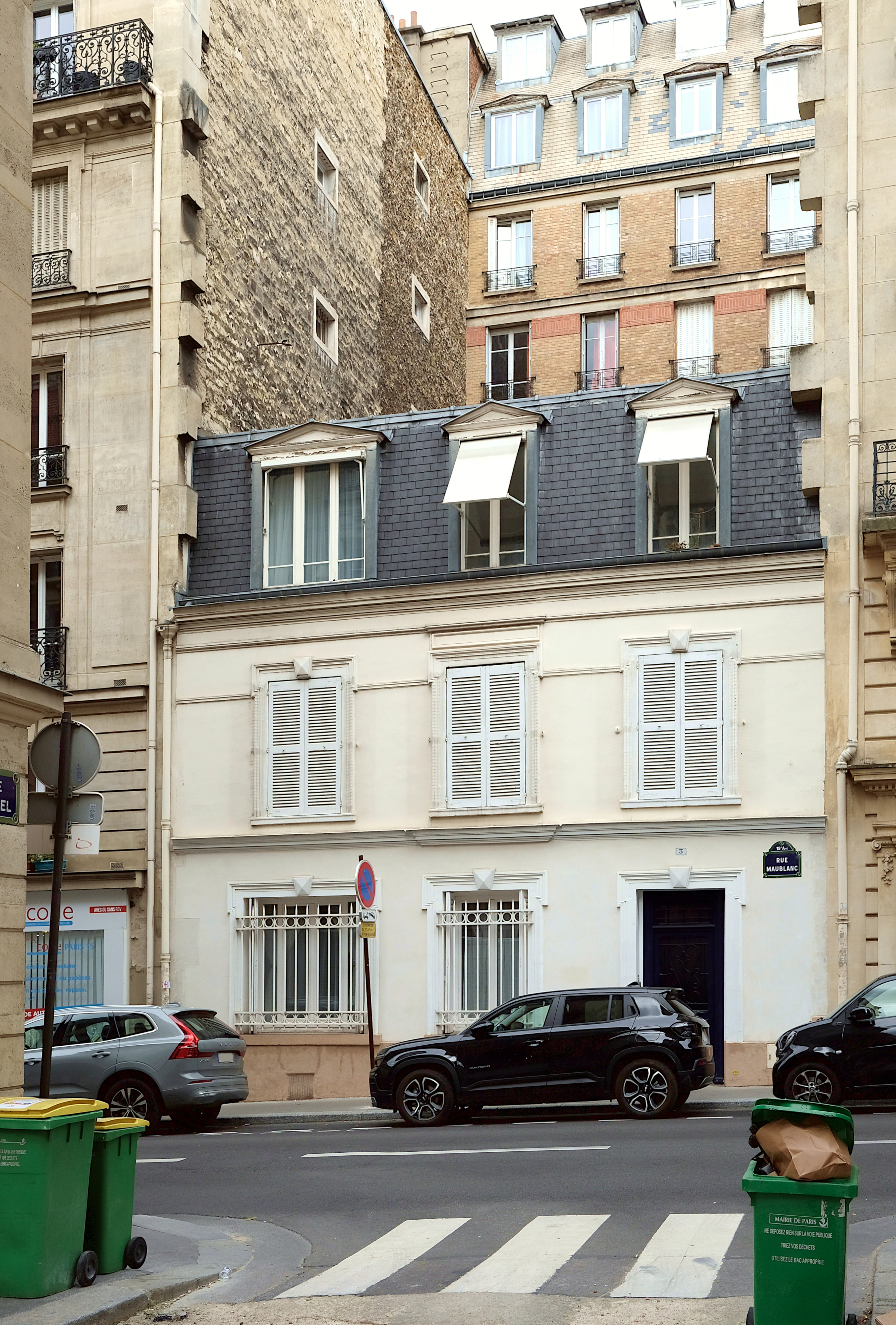
N°3.